# Tergestia acanthocephala
Tergestia acanthocephala är en plattmaskart. Tergestia acanthocephala ingår i släktet Tergestia och familjen Fellodistomatidae. Inga underarter finns listade i Catalogue of Life.